# Parasemia bicoloria
Parasemia bicoloria är en fjärilsart som beskrevs av Karl Schawerda 1906. Parasemia bicoloria ingår i släktet Parasemia och familjen björnspinnare. Inga underarter finns listade i Catalogue of Life.